# Souraïde

Souraïde este o comună în departamentul Pyrénées-Atlantiques din sud-vestul Franței. În 2009 avea o populație de 1.224 de locuitori.

## Evoluția populației
| An        | 1975 | 1982 | 1990 | 1999  | 2006  | 2009  |
| --------- | ---- | ---- | ---- | ----- | ----- | ----- |
| Populație | 620  | 777  | 937  | 1.082 | 1.165 | 1.224 |